# Plácido de Castro (Acre)
Plácido de Castro é um município brasileiro localizado no interior do estado do Acre. Está situado na microrregião de Rio Branco e mesorregião do Vale do Acre.

## História
Fundada em 1976, ganhou este nome em homenagem a José Plácido de Castro, militar, líder da Revolução Acriana e posterior Presidente do Estado Independente do Acre, e que também teve papel de destaque, junto com o Barão do Rio Branco e Assis Brasil, na Questão do Acre, que culminou com a assinatura do Tratado de Petrópolis, entre Brasil e Bolívia, tratado que garantiu a posse das terras do território do Acre e o direito da exploração da borracha nesta região para o Brasil. Antes da promoção da localidade de Plácido de Castro a município, foi posto avançado e depósito de seringais, com o nome de Vila Pacatuba.

## Geografia
A sede do município fica à margem esquerda do rio Abunã, que define a fronteira entre o Brasil e a Bolívia. Sua população em 2017 era estimada pelo IBGE em 18 510 habitantes. Sua área é de cerca de 2 047 km², o que resulta numa densidade demográfica de 8,4 hab./km². A sede do município localiza-se a cerca de cem quilômetros da capital estadual, Rio Branco.
Limita ao norte com o município de Senador Guiomard, ao sul com a Bolívia, a leste com o município de Acrelândia, a oeste com o município de Capixaba e a noroeste com o município de Rio Branco.
Possui um Distrito denominado Vila Campinas, localizado na BR 364 km 60 sentido Porto Velho.

### Hidrografia
Rio Abunã
Igarapé Rapirrã
Igarapé Visionário
Igarapé Santa Helena
Igarapé São Raimundo

### Rodovias
- AC-475
- AC-040

## Administração
- Prefeito: Camilo da Silva (PP)
- Vice-prefeito: Enilton e Souza da Pena (PSB)

## Religião
Religião no Município de Plácido de Castro segundo o censo de 2010.
| Religião       | %    |
| -------------- | ---- |
| Catolicismo    | 45,7 |
| Protestantismo | 29,8 |
| Outras         | 6,7  |
| Sem religião   | 18,8 |

## Atividades Culturais
O município conta com poucos eventos no âmbito cultural.
O carnaval, assim como no restante do país, é uma festa cultural que movimenta os moradores de Plácido de Castro.
No mês de março, especificamente no dia 30, é comemorado o aniversário do município, ocasião na qual são realizados diversos eventos, como cavalgadas, shows locais, atividades esportivas, entre outras.
Há, ainda, o Festival de Praia, atualmente denominado Festival do Surubim, realizado às margens do Rio Abunã, trata-se da principal atração da cidade. Realiza-se no mês de setembro, durante o feriado da independência. 
Cita-se, também, um evento que vem se tornando tradição entre os munícipes: a Mostra de Dança. O evento é organizado anualmente pela gestão e professores da Escola Estadual de Ensino Médio João Ricardo Freitas. Os alunos apresentam os mais diversos estilos musicais, tornando-se numa nova cultura nessa localidade.
Por fim, o município é sede do Plácido de Castro Futebol Club, clube de futebol que é o atual campeão estadual, representa o Acre no Campeonato Brasileiro Série D e no ano que vem também representará o estado na Copa do Brasil, atraindo diversos amantes do futebol para o estádio José Ferreira Lima, o Ferreirão, que a partir do ano de 2018, passou a receber jogos do Campeonato Estadual e Série D.

## Turismo
A atividade turística em Plácido de Castro é bastante resumida. Os principais motivos de visita a esse município são o Festival de Praia, realizado anualmente à época do feriado de independência do Brasil, e a Festa do Padroeiro Bom Jesus do Abunã, que se realiza todos os anos no segundo final de semana de Julho, e o comércio realizado no lado boliviano, em Puerto Evo Morales. Desde ano passado ainda há outro evento que movimenta o turismo local, a Cavalgada, ocorrida em datas próximas ao aniversário do município.